# Leucopogon reflexus
Leucopogon reflexus är en ljungväxtart som beskrevs av Robert Brown. Leucopogon reflexus ingår i släktet Leucopogon och familjen ljungväxter. Inga underarter finns listade i Catalogue of Life.